# 京王フェアウェルサポート
京王フェアウェルサポート株式会社（けいおうフェアウェルサポート、英: Keio Farewell Support,Inc.）は、東京都多摩市に本社を置く、京王グループの葬祭事業会社。「京王メモリアル」の名称で葬儀会館（セレモニーホール）を運営している。

## 概要
2014年（平成26年）8月25日に設立。鉄道事業者では、阪急電鉄の阪急メディアックス、京浜急行電鉄の京急メモリアルなどに続いて、葬祭事業の参入である。

## 沿革
- 2014年（平成26年）8月25日 - 設立
- 2015年（平成27年）3月 - 「京王メモリアル北野」開業
- 2016年（平成28年）6月5日 - 「京王メモリアル調布」開業[3]
- 2017年（平成29年）6月4日 - 「京王メモリアル多摩センター」開業[4]

## 葬儀場
- 京王メモリアル北野（東京都八王子市）
- 京王メモリアル調布（東京都調布市）
- 京王メモリアル多摩センター（東京都多摩市）